# Paula Seling
Paula Seling (ur. 25 grudnia 1978 w Baia Mare) – rumuńska wokalistka, DJ radiowa, kompozytorka, producentka muzyczna i autorka tekstów.
Wydała 13 albumów studyjnych, w tym trzy płyty świąteczne. Włada biegle trzema językami: rumuńskim, francuskim i angielskim, czasem występuje także z repertuarem w języku włoskim.
Dwukrotna reprezentantka Rumunii (z Ovim) w Konkursie Piosenki Eurowizji (2010 i 2014). Jurorka w pierwszej rumuńskiej wersji formatu The X Factor (2011).

## Rodzina, edukacja i początki kariery
Urodziła się 25 grudnia 1978 w Baia Mare, ma brata Paula. W wieku sześciu lat rozpoczęła naukę gry na fortepianie u Tilcy Mariany w szkole artystycznej, jako dziesięciolatka dołączyła do szkolnego chóru, którego została solistką. Rok później zaczęła brała udział w wielu lokalnych i krajowych festiwalach muzycznych. W 1993 została członkinią zespołu Enders, w którym grała na keyboardzie. Dwa lata później wygrała nagrodę dla najlepszego interpretatora instrumentalnego na festiwalu Steaua de cristal w Botoszanach i nagrodę Ursulețul de aur oraz zajęła pierwsze miejsce na festiwalu Armonia w Bukareszcie. Również w 1995 poznała Paula Nancę z Fundacji Kultury Phoenix, która w przyszłości wydała kilka jej płyt. W 1996 zdobyła statuetkę Aurelian Andreescu, wystąpiła jako chórzystka w programie Viața de român oraz wystąpiła podczas Festiwalu Golden Stag.
W czerwcu 1997 ukończyła naukę w Krajowej Szkole im. Gheorghe Șincaia, a pięć lat później skończyła studia w Bukareszcie na wydziale dziennikarstwa.

## Kariera zawodowa

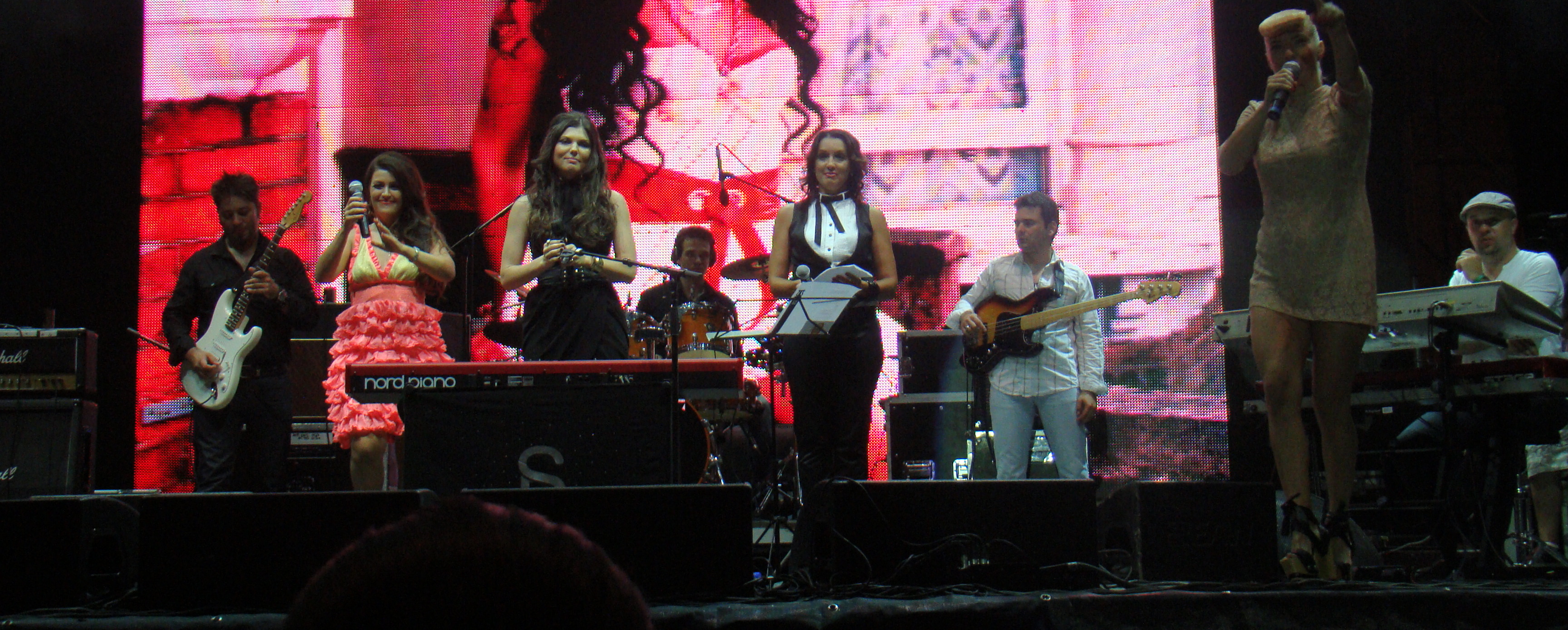
Seling podczas koncertu ku pamięci Amy Winehouse (2011)

W 1998 zaśpiewała przed Joan Baez, wzięła udział na festiwalu Mamaia z utworem „Trurli” i wydała swój debiutancki album studyjny pt. Only Love. Materiał na płytę został nagrany w Niemczech. W 1998 z utworem „Te iubesc” (nagranym z zespołem Talisman) zajęła czwarte miejsce w finale programie Selecția Națională, a także zaśpiewała jako support przed koncertem Chicka Chorei i wydała dwa solowe albumy: Știu că Exist i składankę Colinde și cântece sfinte. W 1999 wydała album kompilacyjny pt. De dragoste, na który muzykę skomponował Nicu Alifantis. W tym samym czasie za utwór „Ploaie în Luna lui Marte” otrzymała tytuł hitu roku na Festiwalu Mamaia.
W 2001 wydała trzy albumy: Ma voi intoarce, który promowała utworem „Lângă mine” (nagranym z zespołem Directia 5), Știi ce înseamnă i Prima selecție. W następnym roku zwyciężyła na festiwalu Golden Stag, co zapewniło jej rozpoznawalność w kraju i umożliwiło podpisanie kontraktu płytowego z wytwórnią Roton Records. W 2003 wydała album pt. Fără Sfârșit, a z utworem „Let's Go!” zajęła trzecie miejsce w programie Selecția Națională.
Na początku 2005 razem z ojcem, bratem i mężem założyła wytwórnię płytową – Unicorn Records Romania. Rok później wydała album świąteczny pt. De Sarbatori. W 2007 zagrała support przed koncertami Michaela Boltona i Beyoncé Knowles. W 2008 zaśpiewała z Florinem Salamem w Bukaresztańskiej Orkiestrze Symfonicznej i z Al Bano podczas koncertu w Jassach. W tym samym roku wydała składankę swoich przebojów pt. 1998-2008, a w grudniu – świąteczną płytę pt. The National Journal.

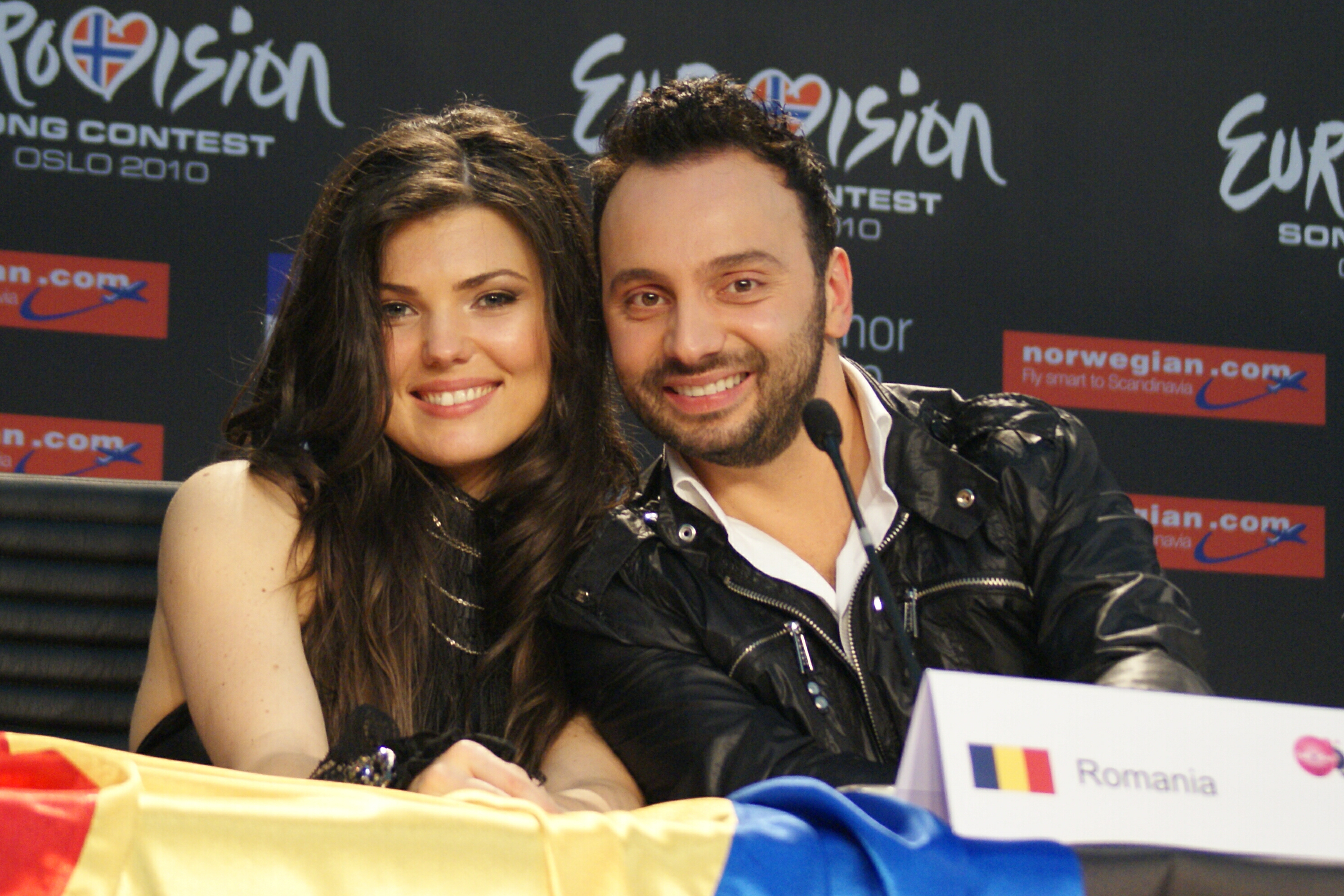
Seling i Ovi podczas 55. Konkursu Piosenki Eurowizji (2010)

W 2009 wydała podwójny, angielsko-rumuńskojęzyczny album pt. Believe/Culeg vise, nad którym pracowała sześć lat. W tym samym roku razem z Cristianem Faurem zwyciężyła na festiwalu w Mamai oraz została jedną z jurorek podczas festiwalu Golden Stag. Na festiwalu poznała Ovidiu „Oviego” Cernăuțeanu, z którym podjęła muzyczną współpracę. Wspólnie wydali utwór „Playing with Fire”, z którym w lutym 2010 zwyciężyli w finale programu Selecția Națională 2010 (w którym Seling wystąpiła też z piosenką „It's Not Too Late” nagraną z raperem Kamarem Ghedim, a w maju – jako reprezentanci Rumunii – zajęli trzecie miejsce w finale 55. Konkursu Piosenki Eurowizji w Oslo. Po finale otrzymała tytuł najpiękniejszej uczestniczki Konkursu Piosenki Eurowizji przyznawany przez czytelników w plebiscycie portalu wiwibloggs.com.
Po udziale w konkursie wydała z Ovim dwa utwory: „We Got Something” i „Counting Down”. W tym samym roku uczestniczyła w 10. edycji programu Dansez pentru tine; w parze z Tudorem Moldoveanu zajęła trzecie miejsce. W 2011 została jedną z prowadzących program Selecția Națională 2011, wystąpiła w reklamie kremów do twarzy firmy Gerovital, zaśpiewała podczas koncertu zorganizowanego ku pamięci Amy Winehouse, użyczyła głosu Holley Shiftwell w rumuńskiej wersji językowej filmu animowanego Auta 2 i została wybrana na jedną z jurorek pierwszej rumuńskiej edycji formatu The X Factor. W trakcie pracy w programie nawiązał współpracę z Alexandrem Rybakiem, z którym nagrała utwór „I’ll Show You”. Po premierze singla w kwietniu 2012 wyruszyła z Rybakiem w trasę koncertową po Europie. W maju tego samego roku została krajową sekretarką podającą punkty w finale 57. Konkursu Piosenki Eurowizji. Oprócz tego na zaproszenie wytwórni Walt Disney Records nagrała rumuńskojęzyczną wersję piosenki „My Spirit Flies” („Chiar pot zbura”) wykorzystanej w ścieżce dźwiękowej filmu animowanego Merida waleczna. W 2013 wydała album pt. One Mile of Words i wystąpiła w reklamie farby do włosów firmy Loncolor.

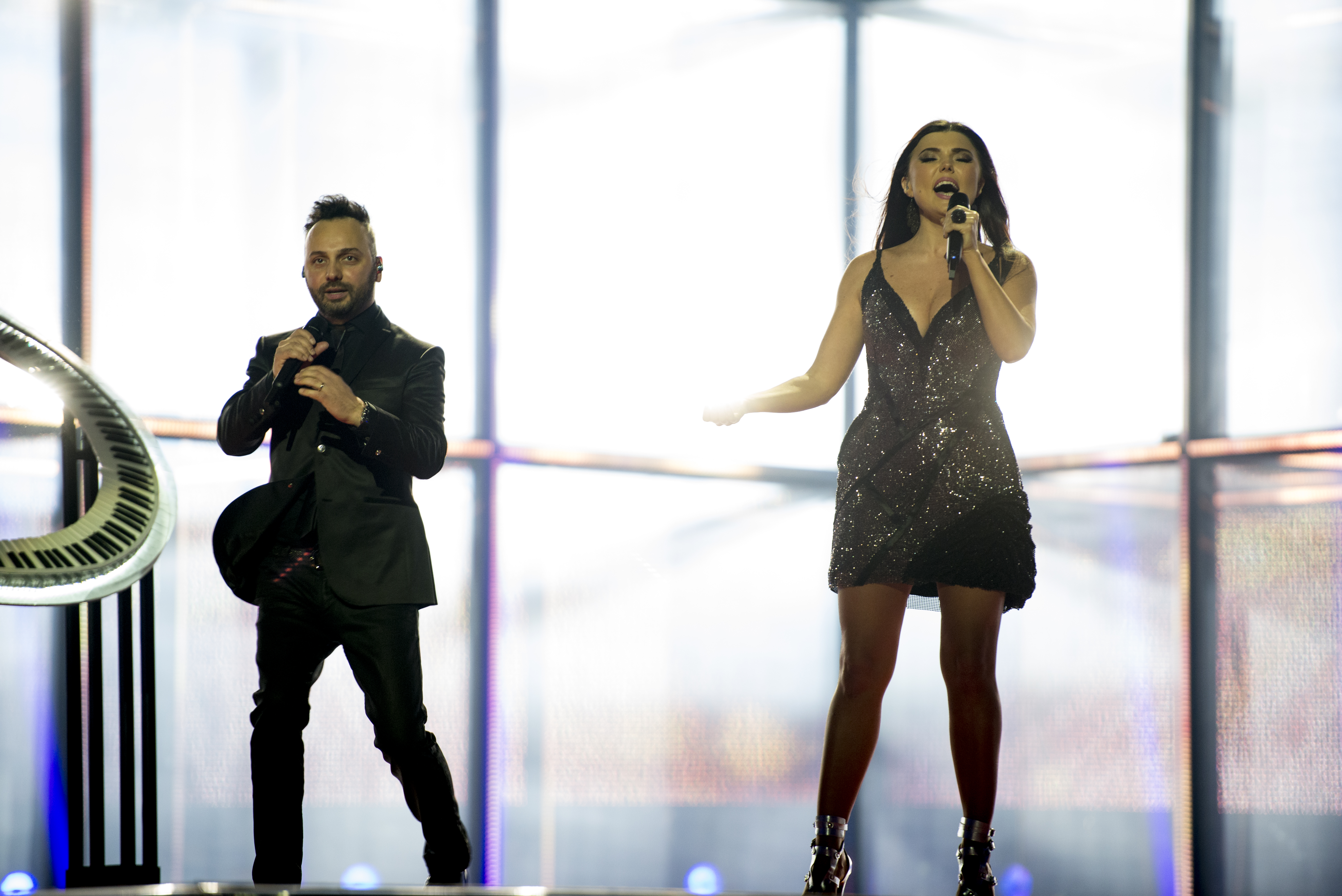
Seling i Ovi podczas 59. Konkursu Piosenki Eurowizji (2014)

W 2014 odnowiła współpracę z Ovim, z którym nagrała utwór „Miracle”. Z piosenką zwyciężyli w finale programu Selecția Națională i, reprezentując Rumunię, zajęli 12. miejsce w finale 59. Konkursu Piosenki Eurowizji w Kopenhadze. Po finale konkursu Seling po raz drugi otrzymała tytuł najpiękniejszej uczestniczki Konkursu Piosenki Eurowizji w plebiscycie portalu wiwibloggs.com. W maju 2020 wystąpiła z Ovim w projekcie Eurovision Home Concerts.

## Życie prywatne
W 2005 wyszła za Radu Bucura.
W marcu 2016 wzięła udział w marszu pro-life w Bukareszcie.

## Dyskografia

### Albumy studyjne
| Rok  | Informacje                                                                                             |
| ---- | --- |
| 1998 | Only Love - Data: maj 1998 - Format: CD - Wytwórnia: Roton                                             |
| 1998 | Știu că Exist - Format: CD - Wytwórnia: Roton                                                          |
| 2001 | Mă voi întoarce - Format: Audio Taśma - Wytwórnia: Cat                                                 |
| 2001 | Știi ce înseamnă - Data wydania: lipiec 2001 - Format: CD - Wytwórnia: Roton                           |
| 2001 | Prima selecție - Data wydania: listopad 2001 - Format: CD - Wytwórnia: Roton                           |
| 2003 | Fără Sfârșit - Data wydania: 14 maja 2003 - Format: CD - Wytwórnia: Roton, Universal                   |
| 2009 | Culeg Vise - Data wydania: styczeń 2009 - Format: CD, digital download - Wytwórnia: Universal, Unicorn |
| 2009 | Believe - Data wydania: 10 czerwca 2009 - Format: CD - Wytwórnia: Roton, Universal                     |
| 2013 | One Mile of Words - Data wydania: 2013 - Format: CD, digital download - Wytwórnia: Universal           |

### Albumy kompilacyjne
| Rok  | Informacje                                                                |
| ---- | ------------------------------------------------------------------------- |
| 1999 | De dragoste - Data wydania: listopad 1999 - Format: CD - Wytwórnia: Roton |
| 2008 | 1998-2008 - Data wydania: 2008 - Format: CD - Wytwórnia: Unicorn Records  |

### Albumy świąteczne
| Rok  | Informacje                                                                                            |
| ---- | --- |
| 1998 | Colinde și cântece sfinte (z Narcisą Suciu) - Data: grudzień 1998 - Format: CD - Wytwórnia: Cat Music |
| 2002 | Albumul de craciun - Data wydania: grudzień 2002 - Format: CD - Wytwórnia: Roton                      |
| 2006 | De Sărbători - Data wydania: 3 grudnia 2006 - Format: CD - Wytwórnia: Roton                           |

## Nagrody i nominacje
| Rok  | Gala                                  | Nominacja                                           | Miejsce     |
| ---- | ------------------------------------- | --------------------------------------------------- | ----------- |
| 2002 | The Golden Stag                       | –                                                   | 1. miejsce  |
| 2002 | Romanian Musical Industry Awards      | Najlepsza wokalistka                                | 1. miejsce  |
| 2002 | MTV Romanian Music Awards             | Najlepszy teledysk                                  | 1. miejsce  |
| 2002 | Magazyn Avantaje                      | Kobieta roku                                        | 1. miejsce  |
| 2010 | Selecția Națională 2010               | Krajowe selekcje do 55. Konkursu Piosenki Eurowizji | 1. miejsce  |
| 2010 | 55. Konkurs Piosenki Eurowizji        | –                                                   | 3. miejsce  |
| 2010 | Radio România Actualităţi Awards 2010 | Najlepszy popowy album                              | 1. miejsce  |
| 2010 | Radio România Actualităţi Awards 2010 | Najlepszy popowy utwór                              | 1. miejsce  |
| 2011 | Successful Women Awards               | Młode talenty                                       | 1. miejsce  |
| 2011 | Radio România Actualități Awards 2011 | Artysta roku                                        | 1. miejsce  |
| 2011 | Radio România Actualități Awards 2011 | Żeński występ roku                                  | Nominacja   |
| 2011 | Radio România Actualități Awards 2011 | Najlepszy popowy utwór                              | 1. miejsce  |
| 2014 | Selecția Națională 2014               | Krajowe selekcje do 59. Konkursu Piosenki Eurowizji | 1. miejsce  |
| 2014 | 59. Konkurs Piosenki Eurowizji        | –                                                   | 12. miejsce |